# ヤマハ・セロー

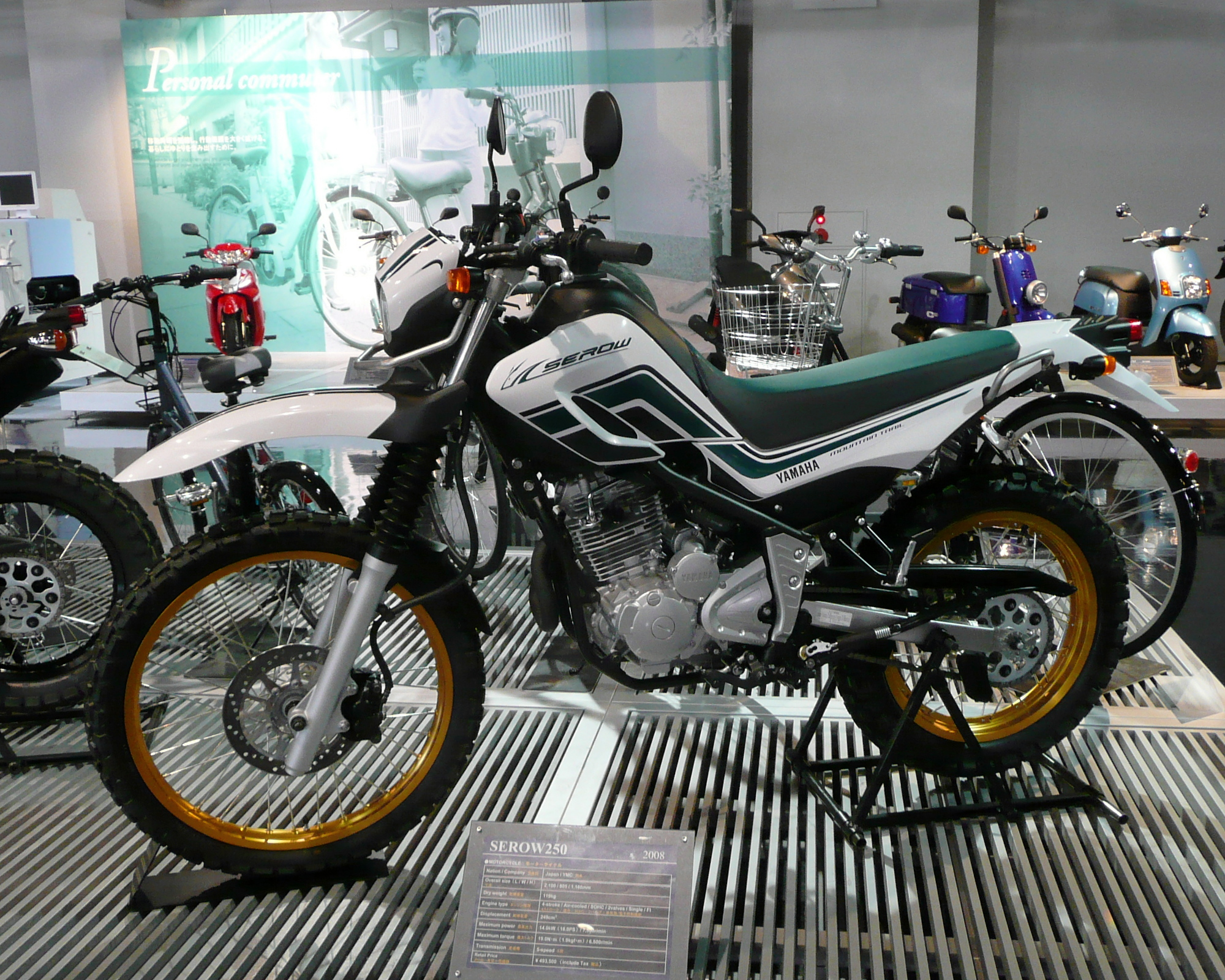
2008年モデル。250cc。

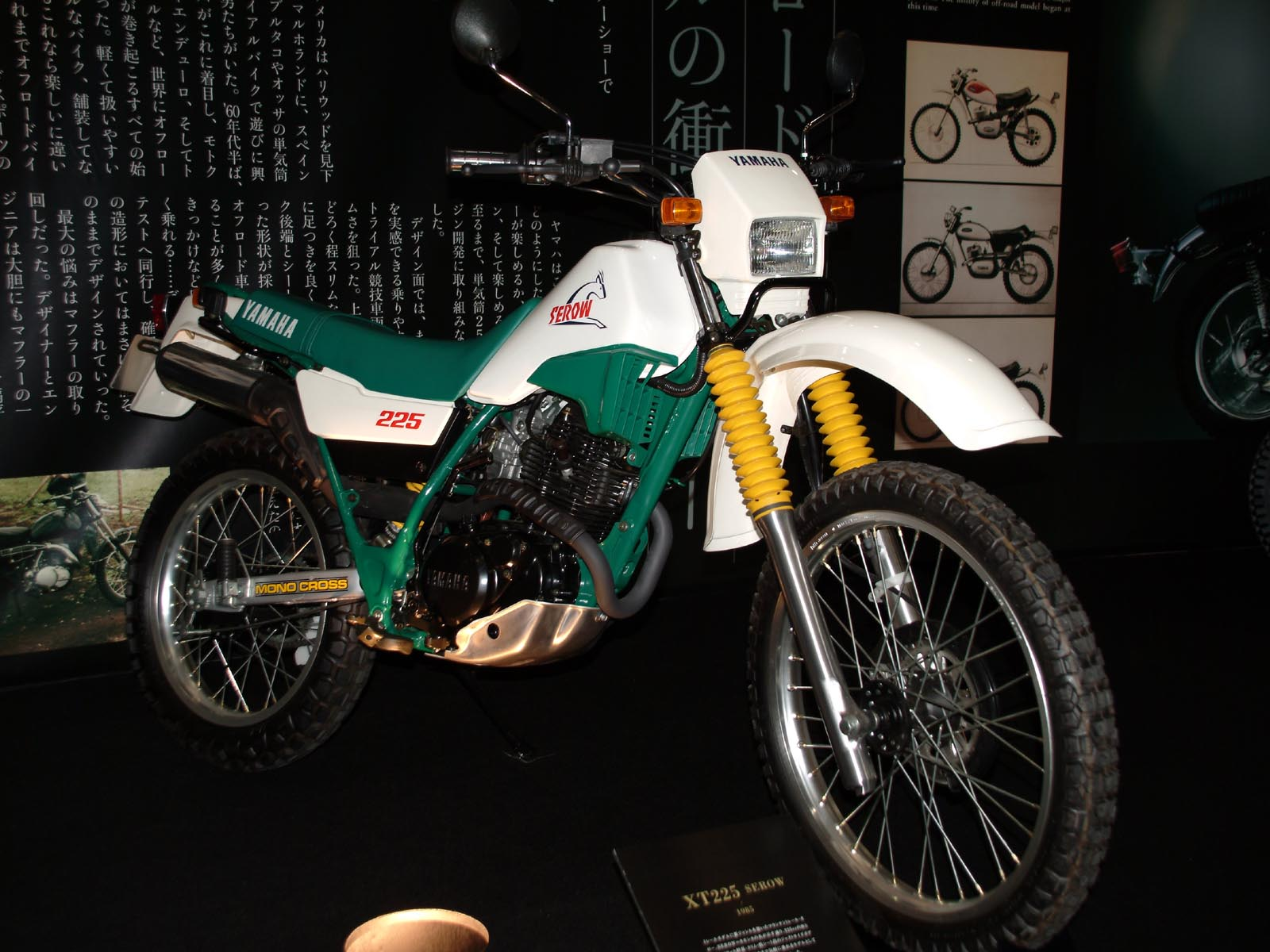
SEROW225、初代。225cc。

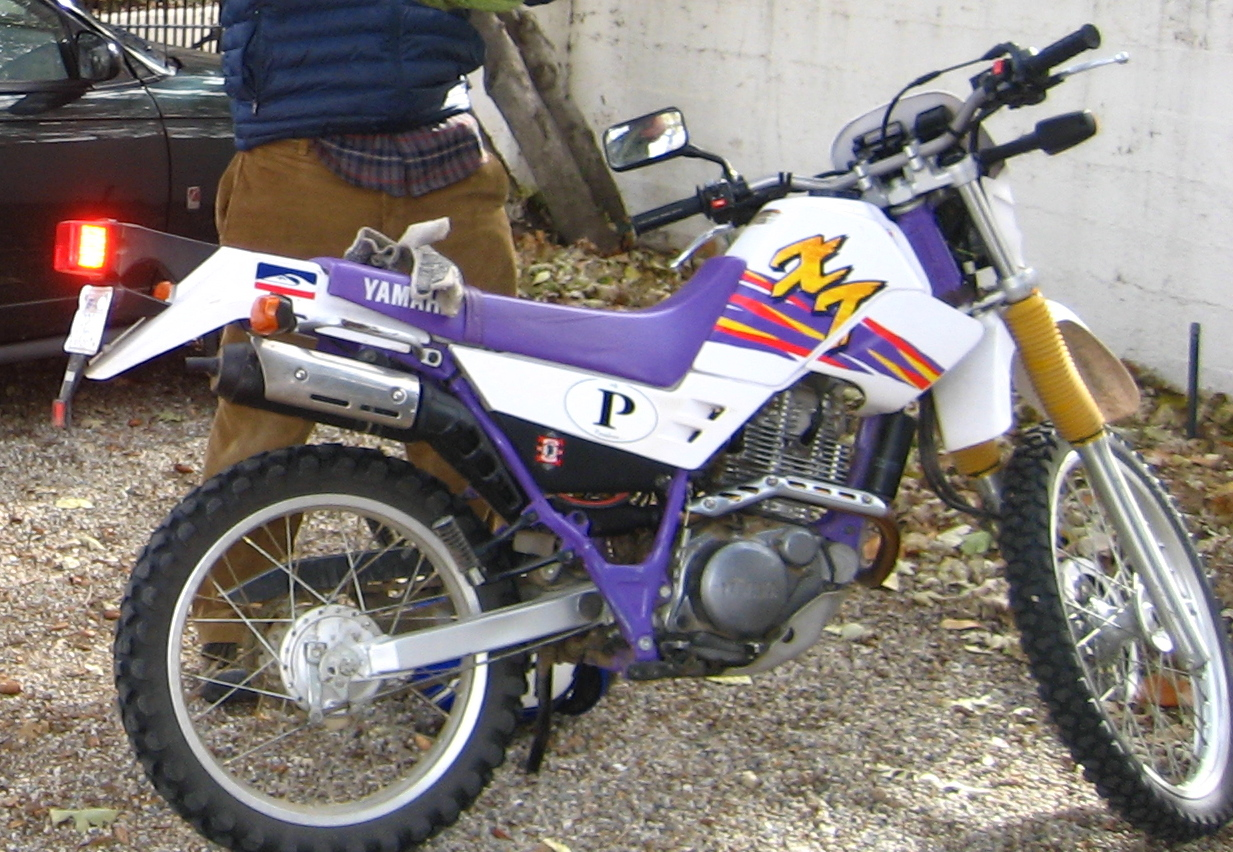
かつて225ccのものは日本国外では「XT225」という名称で販売されていたので、日本国外の人と225ccの旧タイプについて話す時は「YAMAHA XT225」と言えば通じる。この写真はポルトガルでのXT225。タンクに側面に大きな「XT」という文字が入っている。ちなみに2005年以降に販売されている250ccタイプは日本国外では「XT250」という名称となっている。

セロー（SEROW） は、ヤマハ発動機が開発したオフロードタイプのオートバイで、1985年（昭和60年）から2020年（令和2年）までの長期にわたり生産・販売されていたロングセラーモデルである。
serow [səˈroʊ, ˈsɛroʊ]（セロー）とは日本語ではカモシカであり、カモシカが「獣道を身軽に長距離走り抜く」というイメージが当車のコンセプトに合致するため採用された。

## 概説
当モデルは初心者から熟練者まで幅広い層の支持を受けているのが最も大きな特長である。また、セローは「マウンテン・トレール」車であり、林道、山道、けもの道、あるいは道なき山奥などでの走破能力に優れたモデルである。山奥で安全に遊ぶことも可能であり、トライアル的な走りかたも可能であり、それでいながら街乗りやツーリング、高速道路での走行、深い水溜りの横断にも柔軟に対応する。
セローの初期モデルが市場に登場してしばらくするうちに多くの人々に支持されるようになった理由としては、「二輪二足」という基本コンセプトを、シートの低さ（＝足つきの良さ）や低回転・高トルクに設定された第1速などで実現していたこと、また、（当時のオフロード他車に比べて）車重が軽く、ハンドル切れ角も大きく設定されており坂道の途中でUターンもしやすいなど、その「扱いやすさ」「取り回しのしやすさ」が徹底されていたこともある。また車体・外装に着目してみると、ユーザーが林道や山道などのダートや急傾斜にあえて大胆に挑戦して転倒する場合もあることを前提として設計や素材の選定が行われており、転んでもダメージが非常に少なく、走行しつづけることができる、と評価されていることも特長である。
セロー225は、セルスターターを装備した第二世代（後述）が登場した1995年（平成7年）には（単年での）登録台数9,505台を記録した。その後も各社から次々と発表・販売され入れ替わってゆく様々なオートバイ車種に対して、セローは長年に渡り比較的上位の販売台数を保持しつづけ、細部の熟成も重ねつつ、息の長いモデルとなった。日本でオートバイに対しても排出ガス規制が施行されたことなども踏まえつつ、2005年（平成17年）には基本コンセプトをほぼ継承しつつ、250 ccエンジンを採用したモデルが登場した。
セローは「気軽で扱いやすい」存在で、「持っていて負担にならない」という特徴があり、また省燃費で 気軽にツーリングに出かけることのできる車体であり、初心者や女性ライダーにとっては扱いやすく壊れない安心して乗れる初めてのバイクとして、ベテランにとっては、いつまでもつきあいつづけることができ、林道や山中で楽しく冒険することもできるタフなバイクとして人気を保ちつづけている。
2010年（平成22年）8月にはセロー発売25周年を記念して「SEROW Natural Holiday」というイベントが富士山の麓の御殿場市で開かれ、300台を超えるセローが集った。
日本国内での販売終了予定の発表
日本国内の販売に関しては、ヤマハは2019年末に、2020年（令和2年）1月発売のセロー250のファイナルエディションをもって35年の歴史に幕を閉じる、と発表し、同モデルの注文の受付を開始した。
このような発表に至った理由としては、2021年から継続生産車にも適用される欧州環境規制「EURO5」に対応させるには大幅な仕様変更が必要だからだ、と分析する人もいる。
北米やオーストラリアでの販売継続
世界に視野を広げると北米やオーストラリア・ニュージーランドなどでYamaha XT250という名称で扱われている車体の販売は続いており、2021年には「2021年モデル」が発売されており、北米などではデュアルパーパス車が人気で（さらに言うと排ガス規制の枠組みもヨーロッパとは異なるので）、今後も同地域では販売が続く気配が濃厚だという。

## 誕生の経緯
セローが登場した1980年代中期には、人々の間でカタログ上での表面的・観念的な数値（スペック）ばかりで判断するという「スペック至上主義」のようなものが横行しており、（出力などの）突出した一部の数値ばかりに気をうばわれ、実際に乗って現実の道を走行したときの本当の乗りやすさや楽しさ、というものがあまり理解されていなかったが、セローのコンセプトというのは当時のそうしたスペック至上主義の悪しき風潮を乗り越えたものである。
オフロード・バイクのメッカ、カリフォルニア州のゴーマンのオフロード・パークを訪問したあるヤマハ社員（近藤）は、そこでエンデューロ的な楽しみ方が主流になっていることを見て、またそこではDT1（＝ヤマハのオフロードバイクのルーツ的なモデル）が大活躍していることに良い意味で衝撃を受け、日本に帰国してから（すでにあったヤマハのモトクロス・コースの他に）ゴーマンのオフロード・パークの縮小版のようなテストコースをわざわざ造った。そんなころにヤマハ・XT200（DT125をベンチマークにして、125 cc級の車体に200 ccのエンジンをのせたモデル）に乗る機会を得て、それがDT1の延長上にあり、多用途性のベストバランス・バイクのイメージだということに気づき、同モデルを成熟させることで「新世代のDT1」を生み出す、ということに思い至った。そしてXT200の次期モデルが立ち上がるタイミングを狙い、社内で提案を行い、彼が思い描く理想のモデルのプロトタイプを手作りで製作した。だがベスト・バランスということは、ひとつひとつの数値（スペック）は突出していないということなので（当時のスペック至上主義の風潮もあり）社内では発売に対して否定的な意見ばかりだったが、上記の日本に造ったテスト・コースにおいて、（既存のモトクロス車なども含めて）様々なモデルの、社員による体験試乗会を実施したところ、近藤のプロトタイプのもたらす楽しさ、つまり、速さを競う競技ではなく、何度も足をついてもいいから山頂までたどり着くことの爽快感という、同車のコンセプトが社員たちに理解されるようになり、役員の中にもこのモデルを強く推す者が出た。かくしてXT200の良さを残しつつ、弱点を補強し、オリジナリティを持たせる手法でセローは開発された。具体的には「走る・曲がる・止まる」という通常の三原則の他に「転ぶ」という原則を加えた点が新しく、いろいろな場面でわざと転ぶテストを徹底して行ったのである。かくしてセローの特徴、すなわちXT200よりも25 mm低いシート高や、左右それぞれ51度のハンドルの切れ角、転んだ時のための引き起こし用のグリップ（車体側面や車体前部ヘッドライト下につけられている取っ手） などが生まれた。エンジンの排気量は、XT200の200 ccから増強されたが、ベストバランスを実現するために、あえて法的な境界線である250 ccにはせず、225 cc とした。これにより「225」という、他車には見られない、象徴的な排気量となったのである。

## モデル一覧

### SEROW225
コンセプトに基づいてベストバランスを実現するために、排気量は250 ccにせず、あえて225 ccに設定された。4サイクル 単気筒 OHCエンジンで、低回転域でも粘りがある。（→#誕生の経緯）

#### 第1世代
- 販売期間 1985年 - 1989年
- 型式　XT225-1KH
- 機種コード 1KH/1RF/2LN

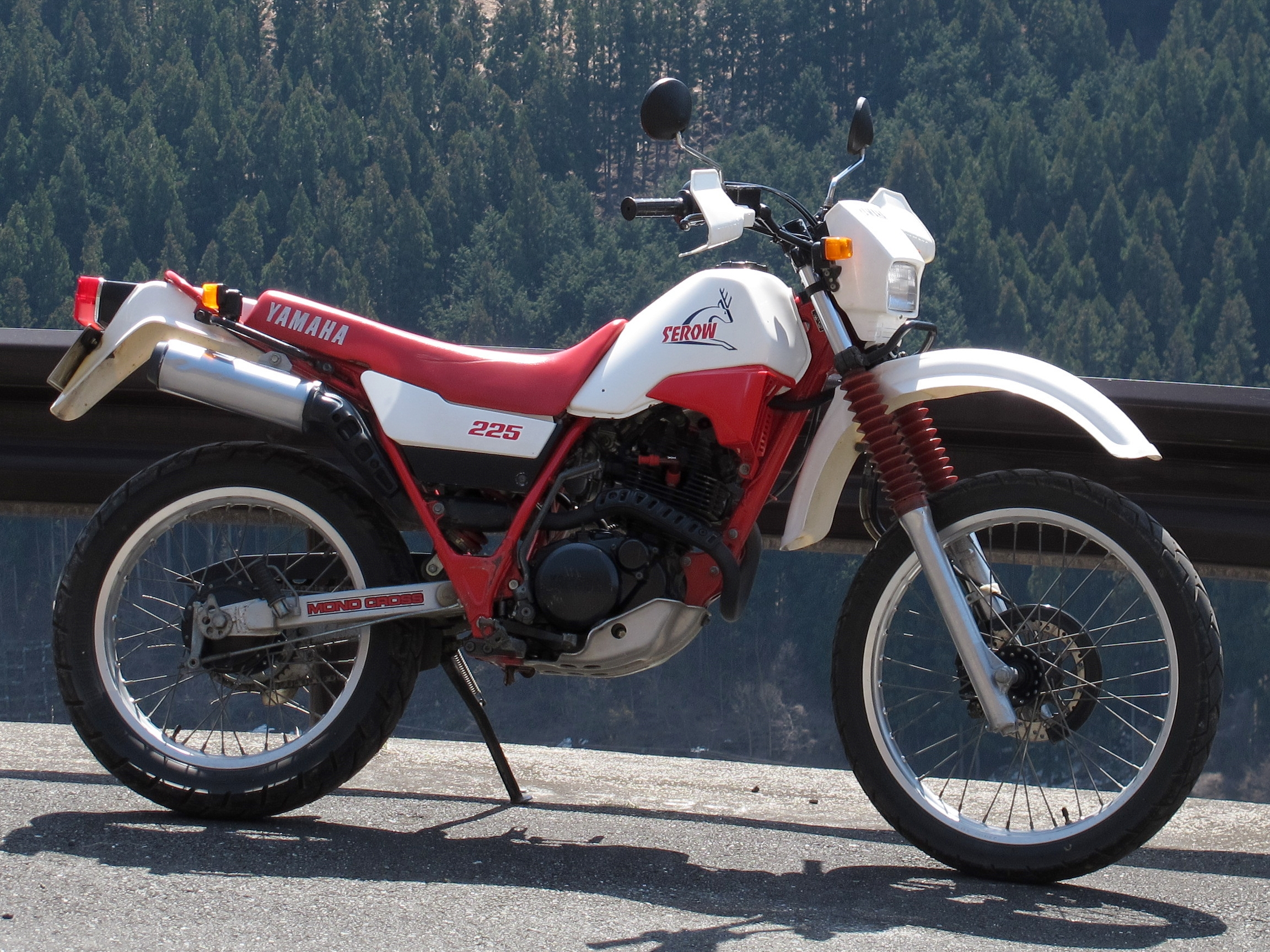
ヤマハ・セロー225(1KH)1985年モデル、初期型

記念すべきSEROW225の初期モデルである。タンクにカモシカのマークが描かれていた。

#### 第2世代
- 販売期間 1989年 - 1993年
- 型式　XT225-1KH
- 機種コード 3RW1/3RW2/3RW3/3RW4/3RW5

この世代から車体デザインが一部変更され、セルスターターを装備し始動性がアップ。悪路でのエンスト時などでも素早い回復ができるようになった。他にもガソリンタンク容量が7.6 Lから8.8 Lへの容量アップが図られている。なお3RW3は、スペシャルバージョンでありSEROW225Sの名前が与えられている。

#### 第3世代
- 販売期間 1993年 - 1996年
- 型式　XT225-4JG
- 機種コード 4JG1/4JG2/4JG3/4JG4

4JG1より60 Wヘッドランプとリアディスクブレーキが装備され、以降のモデルはSEROW225Wとなった。なお4JG3は、発売10周年記念モデルのSEROW225Wリミテッドエディションとして発売された。

#### 第4世代
- 販売期間 1997年 - 1999年
- 型式　XT225-4JG
- 機種コード 4JG5/4JG6

ガソリンタンク容量が8.8 Lから10 Lへ、また、リヤにチューブレスタイヤが採用されるなどの変更が行われている。このモデルよりSEROW225WEと名称が変更されている。

#### 第5世代
- 販売期間 2000年 - 2004年
- 型式　XT225-DG08J
- 機種コード 5MP1/5MP2/5MP3/5MP4

2000年（平成12年）より二輪車排出ガス規制が施行され、それに対応するためエア・インダクションシステムなどを採用したモデルとなった。
このモデルでSEROW225シリーズは幕を閉じ、「SEROW」の名前はSEROW250へ引き継がれることになった。

#### 日本国外モデル
225 ccモデルは日本国外ではほぼ同一のモデルが「XT225」という名称で、
また保安部品を装着しないクローズドコース専用モデルがTT225という名称で販売されていた。

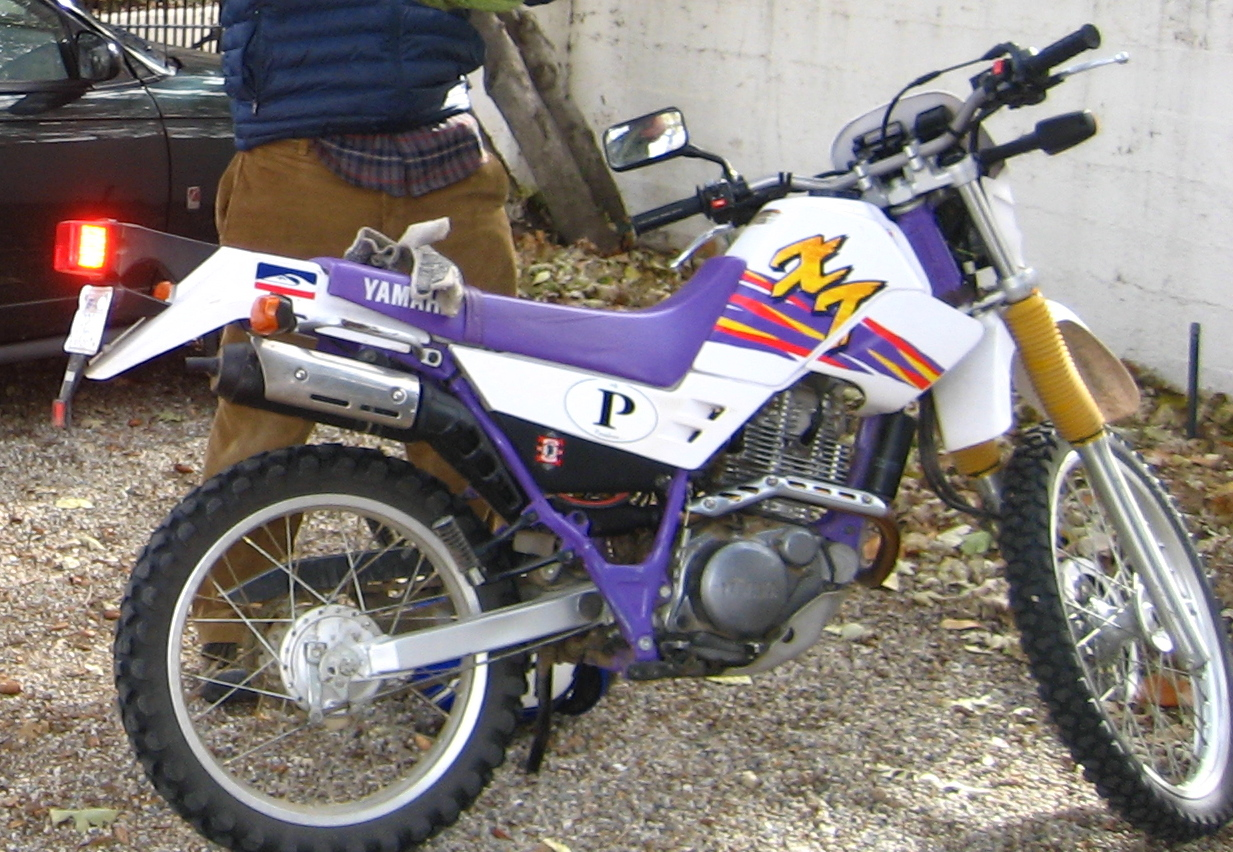
XT225。ポルトガル登録車。（ポルトガルの識別記号「P」のステッカーが貼ってある）
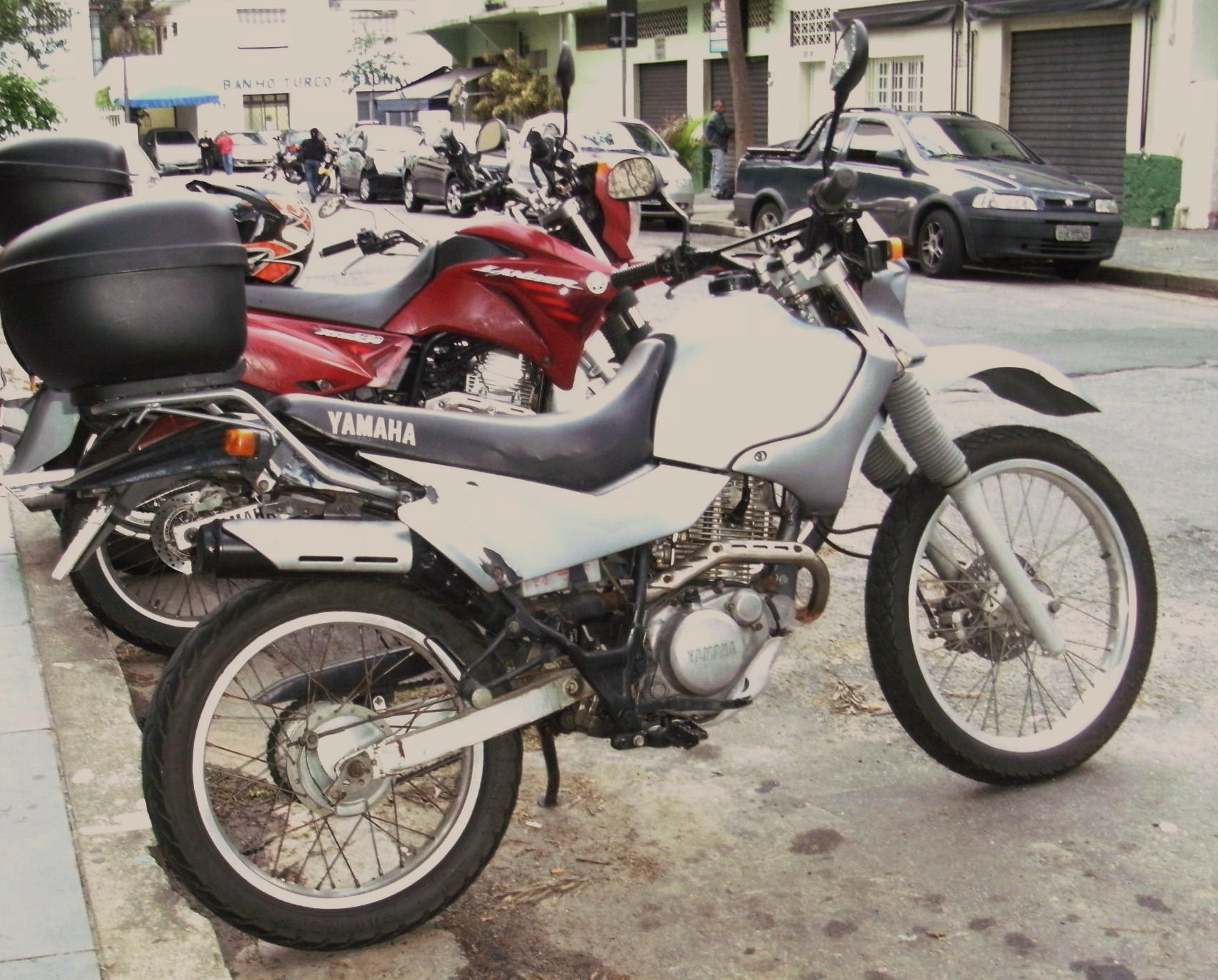
ブラジルで作られたXT225（ブラジルにて。タンク部分が他車のものへと置き換えられているなどカスタマイズされている。）

### SEROW250

#### 第6世代（初代250）
- 販売期間 2005年 - 2007年
- 型式　XT250-DG11J

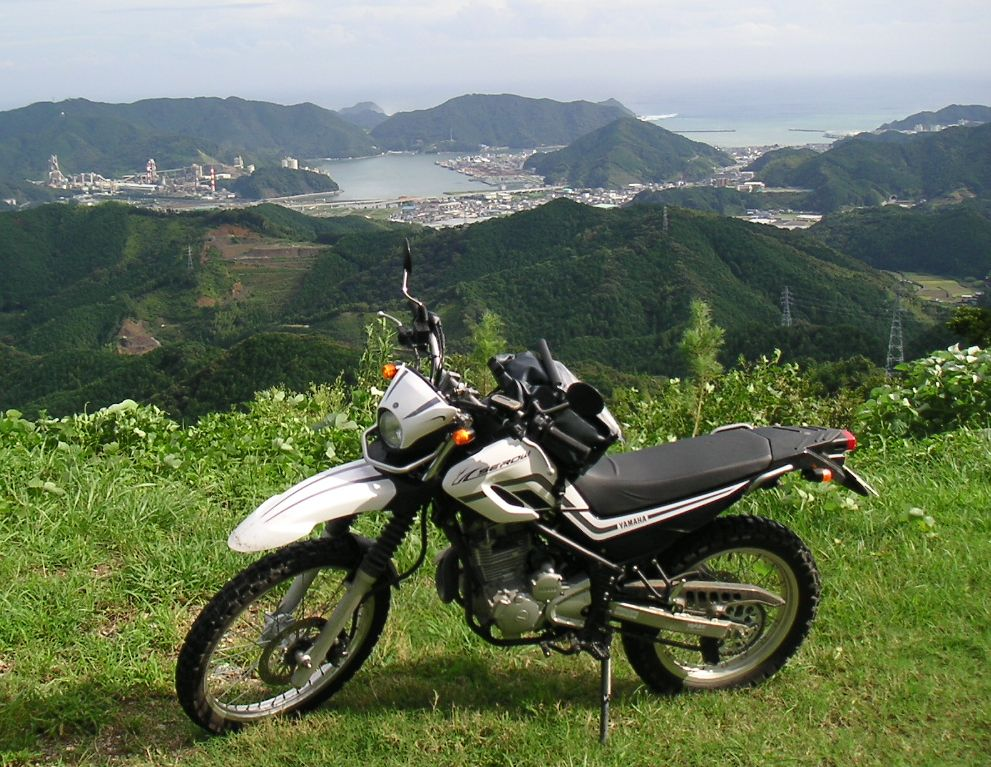
2005年型セロー250

2005年（平成17年）にフルモデルチェンジが行われ、SEROW250として生まれ変わった。
基本的なコンセプトはSEROW225を踏襲しているが、車体はトリッカーをベースに設計されたため、外見が大きく様変わりした。また、排気量が上がり、重量が10 kg程度増加、「スーパーローギアの廃止（＝特徴的だった6速構成から、一般的な5速構成への変更）、フロントディスクカバーやアンダーガードがオプション扱いになるなど、前モデルまでの林道等の走破を目的としたものから、通常の街路走行、舗装路でのツーリング、高速道での走行等、デュアルパーパスをより意識とした仕様となっている。ただし、オフロード走行も以前のように得意としており、現行セローでトライアル的な遊び方をするユーザーも多い。

#### 第7世代（第2世代250）
- 販売期間 2008年 - 2017年
- 型式　XT250-DG17J

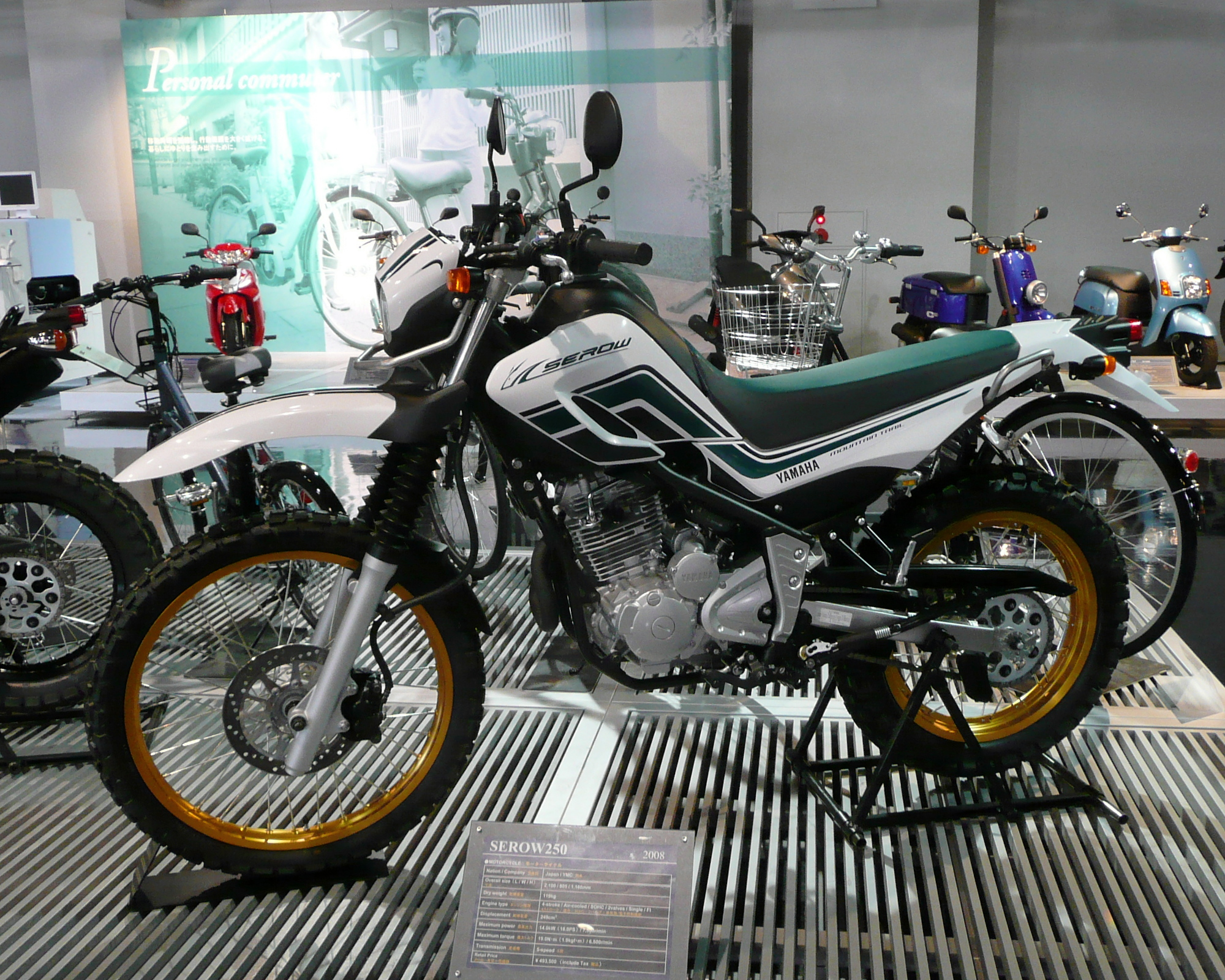
2008年型セロー250

2008年（平成20年）1月30日にマイナーチェンジ。自動車排出ガス規制強化により燃料噴射装置と触媒を採用。エンジンセッティングを低回転域のトルク重視に変更した。
2012年（平成24年）8月22日には、ワイズギア製のフロントガードつき風防・ハンドルガード・大型キャリア・エンジンガードが装備された「アクセサリーパッケージ」仕様の TOURING SEROW（ツーリングセロー）が発売された。
2017年（平成29年）9月1日、自動車排出ガス規制強化によりSEROW250の生産終了を発表。その後規制に対応させた新型を開発していることが公表されている。

#### 第8世代（第3世代250）
- 販売期間 2018年 - 2020年
- 型式　XT250-DG31J

2018年（平成30年）8月31日、1年のブランクを経てマイナーチェンジ。自動車排出ガス規制対応のため、O2フィードバック制御のFI（フューエルインジェクション）、蒸気ガソリンの外気への排出を低減するキャニスターを装備、リアをかつての兄弟車XT250Xと同型のLEDランプとロングノーズフェンダーに変更、車重は3kg増加したが、馬力は20psに、燃費は48.4km/hと向上したが、タンク容量を9.6から9.3に微減。

#### 日本国外モデル
250 ccモデルも日本国外において「XT250」という名称で販売されているが、フロントカウルの部品などが日本仕様と若干異なる。

## 防災業務での使用

### 消防活動、防災仕様車両

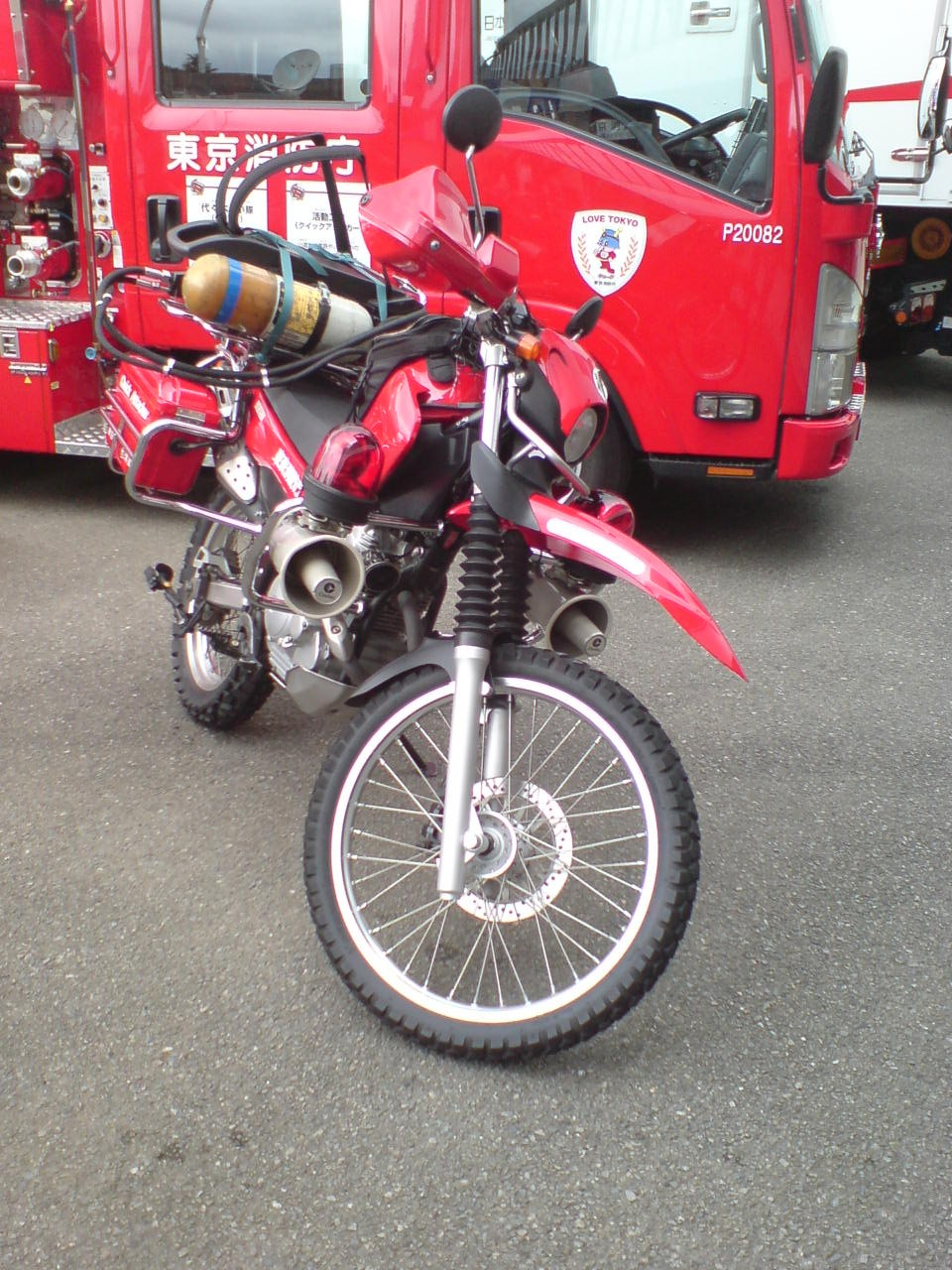
東京消防庁 消防活動二輪部隊
高圧放水銃装備 SEROW250
2011年08月27日 NHK防災パーク2011

- 東京消防庁ではSEROW225を10台・SEROW250を10台配備し、消防活動二輪部隊（クイックアタッカー隊）と称し情報収集・先行救助等に使用。10署所に配置し2台ペアで運用。1台は高圧放水銃を装備し、もう1台は簡易救助器具、応急救護資器材を装備している。
- 静岡市が編成する静岡市オフロードバイク隊ではSEROW225を30台配備し、防災業務に使用している。
- 動画「磐田市消防団の消防活動二輪車」ヤマハ発動機

### 緊急、災害時活動仕様車両

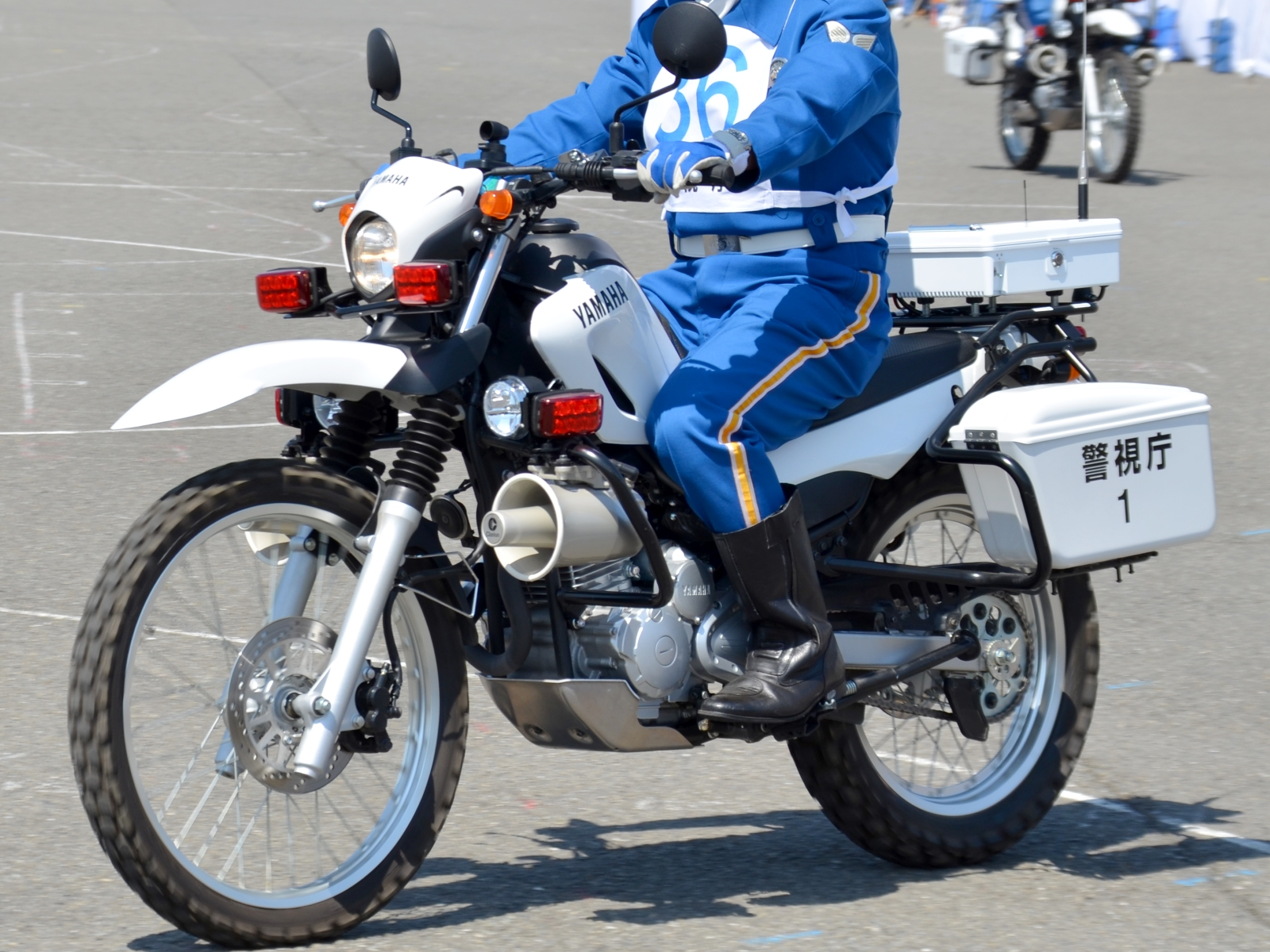
警視庁 第一方面交通機動隊XT250P

- 警視庁では2014年にSEROW250をベースとしたXT250Pを交通機動隊に10台配備し、首都直下型地震の際の道路の被災状況の情報収集に使用。